# Povodni kos
Povodni kos (znanstveno ime Cinclus cinclus) je splošno razširjena ptica, vendar ni pogosta. Je stalnica, pozimi se iz višjeležečih predelov pomakne v nižinske reke, nezamrznjene ribnike in jezera. Živi ob gozdnih in gorskih potokih in manjših rekah, morajo pa to biti čisti vodotoki.
V Sloveniji je razširjen v severozahodni Sloveniji, njegovo severovzhodno mejo predstavlja Pohorje. Ni ga v kraškem svetu, kjer praktično ni površinsko tekočih voda. Po svetu ga najdemo v Evropi, na Bližnjem vzhodu, v osrednji Aziji in na indijski podcelini. Vrsta je razdeljena na več podvrst, ki se razlikujejo predvsem po barvi v prsnem predelu.

## Značilnosti
Povodni kos je edina ptica pevka, ki se zna potapljati in plavati. Velika je 19 cm, težka 60 g, razpon kril ima 28 cm. Je temno sivorjav zgoraj, grlo in sprednji del prsi so bela, trebuh je rjav. Mladiči so na zgornji strani sivi, na spodnji umazano beli in marogasti. Spola se med seboj praktično ne razlikujeta.
Hrano si išče pod vodo na način, da hodi po dnu in obrača kamenje pod katerimi brska za ličinkami enodnevnic, mladoletnic in vrbinc, vrtinčarjev, potočnih postranic in majhnih polžev. Ptica rada čepi na kamenju, ki štrli iz vode, zanjo je značilen let tik nad vodno gladino.
Gnezdi od aprila do julija, jajca so bela, velikosti 25/18 mm. Prvoletna samica ima eno leglo, večletna samica dve legli, v leglu je 4 do 6 jajc. Gnezdo je grajeno močno, okroglo, s stranskim vhodom, večinoma iz mahu in postlano s suhim listjem. Gnezdi v bližini tekoče vode v skalnih vdolbinah, med koreninami, pod bregom, za slapovi ali v konstrukciji mostov.